# Heliconius pura
Heliconius pura är en fjärilsart som beskrevs av Friedrich Wilhelm Niepelt 1907. Heliconius pura ingår i släktet Heliconius och familjen praktfjärilar. Inga underarter finns listade i Catalogue of Life.